# Fox On The Run
«Fox On The Run» es una canción de la banda británica de glam rock Sweet, incluida en su álbum de estudio Desolation Boulevard y lanzada como sencillo en el Reino Unido en marzo de 1975. La canción fue compuesta, interpretada y producida por Sweet, siendo este el primer sencillo lado A de la agrupación en no ser escrito por el dúo de compositores Mike Chapman y Nicky Chinn, quienes trabajaron anteriormente con la banda. 
La canción fue compuesta por Steve Priest, el bajista de la banda, y Brian Connolly, el vocalista.